# Hapoel Nof HaGalil Football Club
Hapoel Nof HaGalil Football Club (em hebraico:  מועדון כדורגל הפועל נוף הגליל, {{lang-ar|هبوعيل نوفل هچ) é um clube de futebol israelense com sede em Nof HaGalil, Formalmente conhecido pelo nome "Nazareth Illit" até 2019 (o clube foi nomeado como Hapoel Nazareth Illit F.C). O clube atualmente joga no Campeonato Israelense de Futebol.

## História
O clube foi fundado em 1962 como Hapoel Kiryat Nazareth e competiu na Liga Gimel por várias temporadas, antes de promover a Liga Bet no final da temporada 1971-72. O clube mudou seu nome em 1973 depois que Kiryat Nazareth ganhou status de cidade e foi renomeado Nazareth Illit.
O clube venceu a Liga Bet de 1975-76, mas, devido à reestruturação do sistema da liga, o clube permaneceu na terceira divisão do sistema da liga, que se tornou a Liga Alef. Em 1978-79, o clube venceu a Liga Alef North e foi promovido à Liga Artzit, então a segunda divisão. Em 1983-84, eles terminaram em segundo lugar e foram rebaixados para a Liga Alef. Duas temporadas depois, o clube terminou em segundo lugar na Liga Alef e caiu para a Liga Bet.
Em 1998-99, o clube terminou como vice-campeão da Liga Alef North e foi promovido de volta à Liga Artzit, que agora era a terceira divisão após a formação da Premier League israelense em 1999. Depois de evitar o rebaixamento em 2000-01, quando eles terminaram um lugar acima da zona de rebaixamento, o clube terminou como vice-campeão na temporada seguinte e foi promovido de volta ao segundo escalão. Em 2003-04, eles terminaram como vice-campeões (no saldo de gols) e foram promovidos à primeira divisão pela primeira vez em sua história.
Em sua primeira temporada na Premier League, o clube terminou em quinto. As partidas em casa foram inicialmente disputadas no Estádio Ilut do Maccabi Ahi Nazareth, enquanto a sua casa tinha holofotes instalados. Eles voltaram para casa em fevereiro de 2005. No entanto, na temporada seguinte, 2005-06, terminaram em segundo (no saldo de gols) e retornaram à Liga Leumit. Em 2007-08, eles terminaram na última posição da Liga Leumit e foram rebaixados para a Liga Artzit.
Apesar de apenas terminar em sétimo na Liga Artzit em 2008-09, o F.C. Nazareth Illit foi promovido de volta à Liga Leumit, pois a reestruturação significou que os sete principais clubes foram promovidos automaticamente. Desde então, Nazareth Illit não foi rebaixado por 3 temporadas consecutivas, terminando em sétimo em 2009-10, 11º em 2010-11 e décimo segundo em 2011-12.
Na temporada 2012-13, o clube contratou vários novos jogadores, incluindo Ibrahim Basit, Eran Malchin e Moti Malka; eles terminaram em segundo no campeonato, mas perderam por 3-1 em casa em uma partida crucial contra o Hapoel Ra'anana nos play-offs, com Ra'anana eventualmente promovido à Premier League israelense, enquanto Nazareth Illit terminou em terceiro e permaneceu na Liga Leumit. Em 2018-19, o clube terminou a temporada regular no topo da tabela, mas um colapso durante a fase de playoffs, com o clube conquistando apenas 7 pontos em 21, levou o clube a terminar em terceiro lugar e perder a promoção.
Em 4 de julho de 2019, depois que o nome de Nazareth Illit foi alterado para Nof HaGalil, o clube mudou seu nome para Hapoel Nof HaGalil.

## Elenco Atual
| N.º |               | Posição | Jogador                                       |
| --- | ------------- | ------- | --------------------------------------------- |
| 1   | Nova Zelândia | G       | Stefan Marinovic                              |
| 4   | Israel        | D       | Lavi Shukrun                                  |
| 5   | Israel        | D       | Jenia Berkman                                 |
| 6   | Israel        | D       | Wesam Rabah                                   |
| 7   | Israel        | A       | Oded Checkol (on loan from Maccabi Haifa)     |
| 8   | Israel        | M       | Eithan Velblum                                |
| 9   | Israel        | A       | Stav Nahmani (on loan from Maccabi Haifa)     |
| 10  | Israel        | A       | Ronen Hanchis (on loan from Maccabi Tel Aviv) |
| 11  | Uganda        | A       | Luwagga Kizito                                |
| 13  | Camarões      | D       | Ernest Mabouka                                |
| 14  | Israel        | A       | Waheb Habiballah                              |
| 15  | Israel        | D       | Eli Balilty                                   |
| 16  | Brasil        | D       | Guti                                          |

| N.º |         | Posição | Jogador                                  |
| --- | ------- | ------- | ---------------------------------------- |
| 18  | Israel  | D       | Reuven Gal                               |
| 19  | Israel  | M       | Bar Cohen                                |
| 20  | Israel  | D       | Dolev Azulay                             |
| 21  | Israel  | M       | Omer Fadida                              |
| 22  | Libéria | M       | David Tweh                               |
| 26  | Israel  | M       | Nir Lax                                  |
| 28  | Israel  | D       | Hagay Goldenberg                         |
| 29  | Israel  | D       | Tom Skolvin (on loan from Maccabi Haifa) |
| 30  | Nigéria | M       | John Ogu                                 |
| 77  | Israel  | M       | Timothy Muzie                            |
| 95  | Israel  | G       | Matan Ambar                              |
| 99  | Israel  | A       | Abdallah Khlaikhal                       |

## Títulos
- Liga Alef: (2) 1975-76, 1978-79
- Liga Bet: (1) 1971-72
- State Cup: (1) 1986-87
- Toto Cup Leumit: (1) 2020-21